# Dagmara Wozniak
Dagmara Wozniak (în poloneză Woźniak; n. 1 iulie 1988, Wrocław, Republica Populară Polonă) este o scrimeră americană de origine poloneză, specializată pe sabie. A fost laureată cu aur pe echipe la Campionatul Mondial din 2014.
S-a născut în Polonia, dar a migrat la Statele Unite cu părintii săi la vârsta de un an. A crescut în Avenel, New Jersey. S-a apucat de scrimă la vârsta de nouă ani.
S-a alăturat lotului național american în 2007 și a luat parte la Jocurile Olimpice din 2008 ca substitut. S-a calificat pe bune la proba individuală din cadrul Olimpiadei din 2012. A pierdut în sferturile de finală cu rusoaica Sofia Velikaia, care a cucerit medalia de argint în cele din urmă.

## Legături externe
- en  Prezentare Arhivat în 13 mai 2016, la Wayback Machine. la Federația Americană de Scrimă
- en Dagmara Wozniak la Olympedia.org